# Lorne Peterson
Lorne Peterson (* 1944 in Vancouver, Kanada) ist ein kanadischer Modellbauer für Spezialeffekte, der 1985 mit Indiana Jones und der Tempel des Todes einen Oscar in der Kategorie Beste visuelle Effekte erhielt.

## Leben
Er studierte Kunst an der California State University, Long Beach. Anschließend betrieb er ein erfolgreiches Industriedesign-Studio, das für McDonaldland Skulpturen erstellte. Im Dezember 1975 begann er in der Modellwerkstatt von Industrial Light & Magic als Modellbauer zu arbeiten. Er erstellte zu Beginn unter anderem Gummiformen für den Spielfilm Krieg der Sterne. Zusätzlich hatte er in dem Film eine Statistenrolle als Massassi Base Rebel Scout. Er war auch an allen weiteren Filmen der Star-Wars-Saga und an der Disney-Attraktion Star Tours beteiligt.
1985 erhielt er für Indiana Jones und der Tempel des Todes einen Oscar und einen BAFTA-Award in der Kategorie Beste visuelle Effekte. In den folgenden 25 Jahren war er an zahlreichen Blockbustern als Modellbauer beteiligt, darunter Filme wie Ghost – Nachricht von Sam, Jurassic Park, The Day After Tomorrow und Krieg der Welten.
2006 wurde sein Buch Sculpting a Galaxy: Inside the Star Wars Model Shop veröffentlicht, in dem er seine Arbeit an der Star-Wars-Saga beschreibt und auf die dafür gefertigten Modelle eingeht.

## Filmografie (Spezialeffekte)
- 1977: Krieg der Sterne (Star Wars)
- 1978: Battlestar Galactica
- 1980: Das Imperium schlägt zurück (Star Wars: Episode V – The Empire Strikes Back)
- 1981: Der Drachentöter (Dragonslayer)
- 1981: Jäger des verlorenen Schatzes (Raiders of the Lost Ark)
- 1982: E.T. – Der Außerirdische (E.T. the Extra-Terrestrial)
- 1982: Poltergeist
- 1983: Die Rückkehr der Jedi-Ritter (Star Wars: Episode VI – Return of the Jedi)
- 1984: Indiana Jones und der Tempel des Todes (Indiana Jones and the Temple of Doom)
- 1987: Das Wunder in der 8. Straße (*batteries not included)
- 1987: Star Tours
- 1988: Caddyshack II
- 1988: Willow
- 1989: Ghostbusters II
- 1989: Zurück in die Zukunft II (Back to the Future Part II)
- 1990: Ghost – Nachricht von Sam (Ghost)
- 1991: Hook
- 1993: Jurassic Park
- 1994: Die Mächte des Wahnsinns (In the Mouth of Madness)
- 1994: Star Trek: Treffen der Generationen (Star Trek: Generations)
- 1995: Congo
- 1995: Jumanji
- 1996: Daylight
- 1997: Men in Black
- 1997: Vergessene Welt: Jurassic Park (The Lost World: Jurassic Park)
- 1999: Star Wars: Episode I – Die dunkle Bedrohung (Star Wars: Episode I – The Phantom Menace)
- 2000: Mission to Mars
- 2000: Space Cowboys
- 2001: A.I. – Künstliche Intelligenz (Artificial Intelligence: AI)
- 2001: Impostor
- 2002: Star Wars: Episode II – Angriff der Klonkrieger (Star Wars: Episode II – Attack of the Clones)
- 2003: Hulk
- 2003: Peter Pan
- 2004: Lemony Snicket – Rätselhafte Ereignisse (Lemony Snicket's A Series of Unfortunate Events)
- 2004: The Day After Tomorrow
- 2005: Krieg der Welten (War of the Worlds)
- 2005: Star Wars: Episode III – Die Rache der Sith (Star Wars: Episode III – Revenge of the Sith)
- 2006: Mission: Impossible III
- 2006: Pirates of the Caribbean – Fluch der Karibik 2 (Pirates of the Caribbean: Dead Man's Chest)
- 2007: Evan Allmächtig (Evan Almighty)
- 2007: Pirates of the Caribbean – Am Ende der Welt (Pirates of the Caribbean: At World's End)
- 2009: Drag Me to Hell